# Пхансори
Пхансори́ — жанр народной корейской музыки, который часто называют «корейской оперой». Обычно в представлении участвуют двое: певец, сорикку́н (кор. 소리꾼) и барабанщик, косу́ (кор. 고수), одетые в ханбок. Слово «пхансори» происходит от пхан, что значит «место, где собираются люди» и сори, что значит «песня» или «пение». Повествование сориккуна включает пение, речь и жестикуляцию, единственные аксессуары — носовой платок и веер. Аудитория также принимает участие в исполнении, комментируя происходящее и выкрикивая одобрительные возгласы.

## История

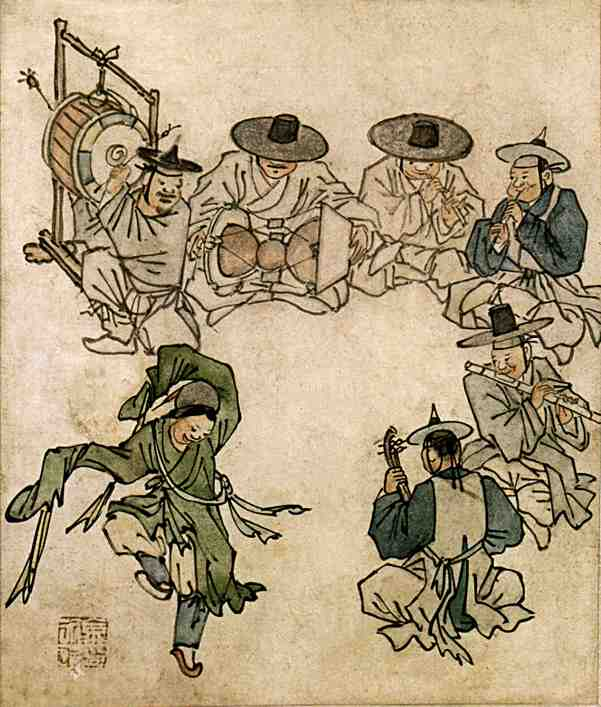
Музыкальное представление XVIII века. Ким Хондо

### Ранняя история
После японских и монгольских вторжений в XVI—XVII веках многие высокопоставленные музыканты бежали или были убиты, ввиду чего развитие придворной музыки замедлилось, тогда как народная испытала подъём. Пхансори появился в XVII веке в провинции Чолладо как народное искусство, влияние на него оказал жанр синави. Первые пхансори исполняли вместе с другими представлениями — акробатическими и шутовскими номерами. Жанр впитал легенды, сказки и литературные произведения, а также, возможно, шаманские заговоры.
Первое письменное упоминание пхансори относится к началу XVIII века. К середине столетия профессиональные сориккуны и косу начали выступать перед аристократией, хотя это искусство всё ещё считалось вульгарным.

### XIX век

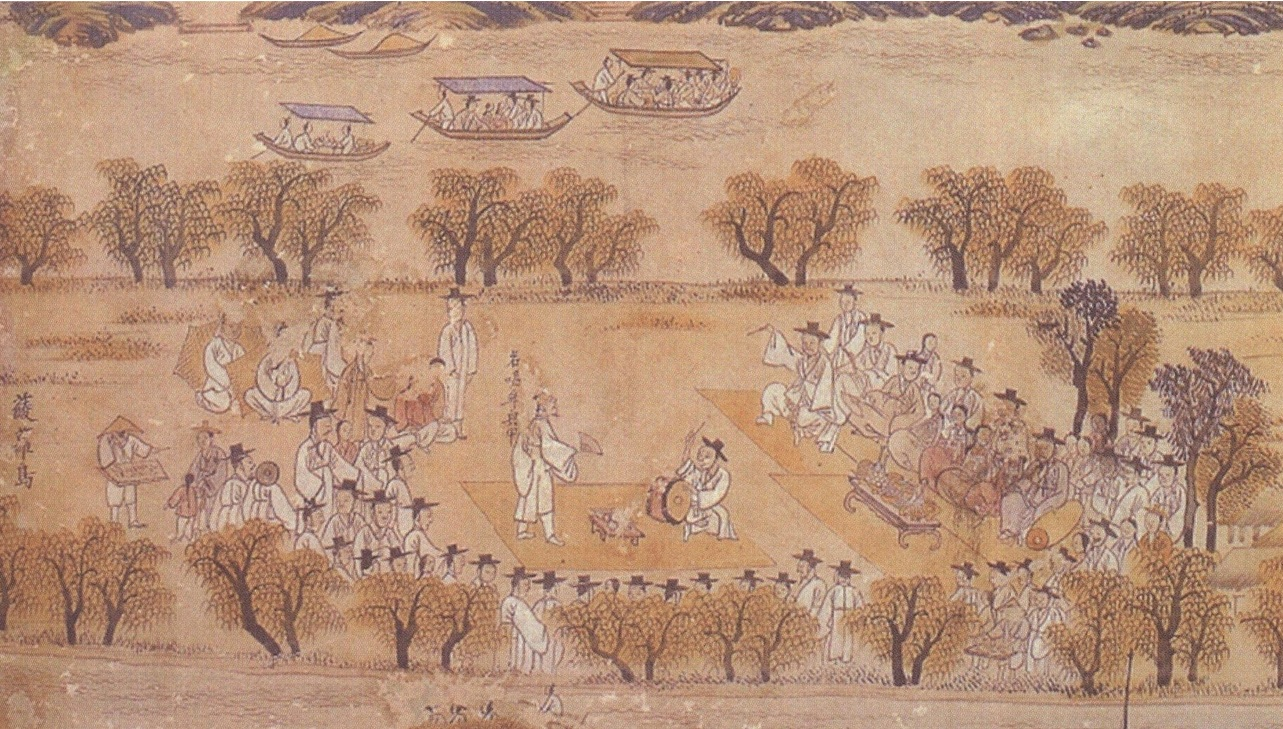
Представление пхансори, XIX век

XIX век стал периодом расцвета данного искусства, композитор Син Джэхё переработал шесть пьес-маданов (пять из которых используются до сих пор), создал несколько собственных пьес для пхансори, обучил множество исполнителей, как мужского, так и женского пола. В период с 1776 по 1834 год трудились «восемь великих певцов» — Квон Самдык, Ким Санок, Сон Хыллок, Мо Хынгап, Сон Кваллок, Ко Сугвак, Ём Кедаль, Син Манёп, Ким Чечхоль, Пан Манчхун и Чу Токки (также вместо Чу Токки называют Хван Хэчхона или Пак Юджона). Их вклад в жанр не ограничивается исполнением — они ввели в пхансори новые ритмы и мелодии, взятые из народной музыки. В XIX столетии отделились три основных исполнительских школы.
Популярность пхансори достигла наивысшей точки. Аристократия приняла новый жанр: король Коджон любил пхансори, как и его отец, и оказывал ему поддержку во время своего царствования в 1863—1896 годах. Это имело и отрицательные последствия: тексты маданов были цензурированы и переписаны под новую аудиторию, а «непристойные» произведения перестали исполнять, что сократило классический репертуар с 12 до 5 пьес.

### XX век

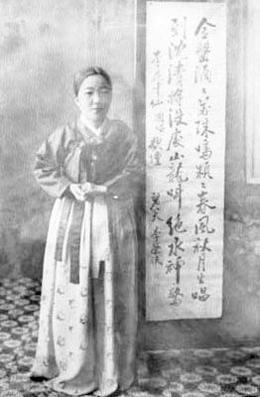
Ли Хванджунсон

В 1902 году в Корее появился Хёмнюльса (кор. 혐뉼사) — первый театр, ориентированный на профессиональных исполнителей народной музыки, в первую очередь пхансори. После японской оккупации традицию пхансори сохранили кисэн. Пхансори сыграл роль в появлении жанров санджо и чхангык, причём последний колониальная японская администрация сохраняла, надеясь использовать для пропаганды. В 1908 году в Корее появилась граммзапись, многие звёзды пхансори выпускали пластинки со своими новыми произведениями. Несколько трупп артистов пхансори функционировали в 1930-х под эгидой «Корейского музыкального общества» (кор. 조선성악연구회?, 朝鮮聲樂硏究會?).
Вплоть до 1860-х годов пхансори исполняли почти исключительно мужчины, первой успешной артисткой пхансори стала Ли Хванджунсон, чья карьера началась в 1920-х годах, по её стопам в пхансори пришло множество женщин, в 1945 году появилось несколько чисто женских трупп; с тех пор и вплоть до XXI века большинство исполнителей данного жанра — женщины.
После освобождения от японской оккупации чхангык испытал краткий взлёт популярности, однако Корейская война помешала дальнейшему развитию жанра. В 1964 году корейское правительство объявило пхансори нематериальным культурным наследием и стало выделять деньги на его развитие. Пхансори начал возрождаться в Южной Корее в 1970-х вместе с подъёмом национализма в стране. В Северной Корее пхансори как «недостаточно революционный жанр» был заменён куплетами чхольга и другими более соответствующими идеологии чучхе жанрами.
К началу 1980-х статус жанра как символа корейской идентичности привёл к появлению клубов пхансори в студенческих общежитиях южнокорейских университетов и возникновению новых произведений — как в этом, так и в других жанрах. В 1993 и 1999 годах вышли фильмы Им Квонтхэка о пхансори, снискавшие широкую популярность.

### XXI век
7 ноября 2003 года ЮНЕСКО включила пхансори в список «Шедевры устного и нематериального культурного наследия».

## Мадан

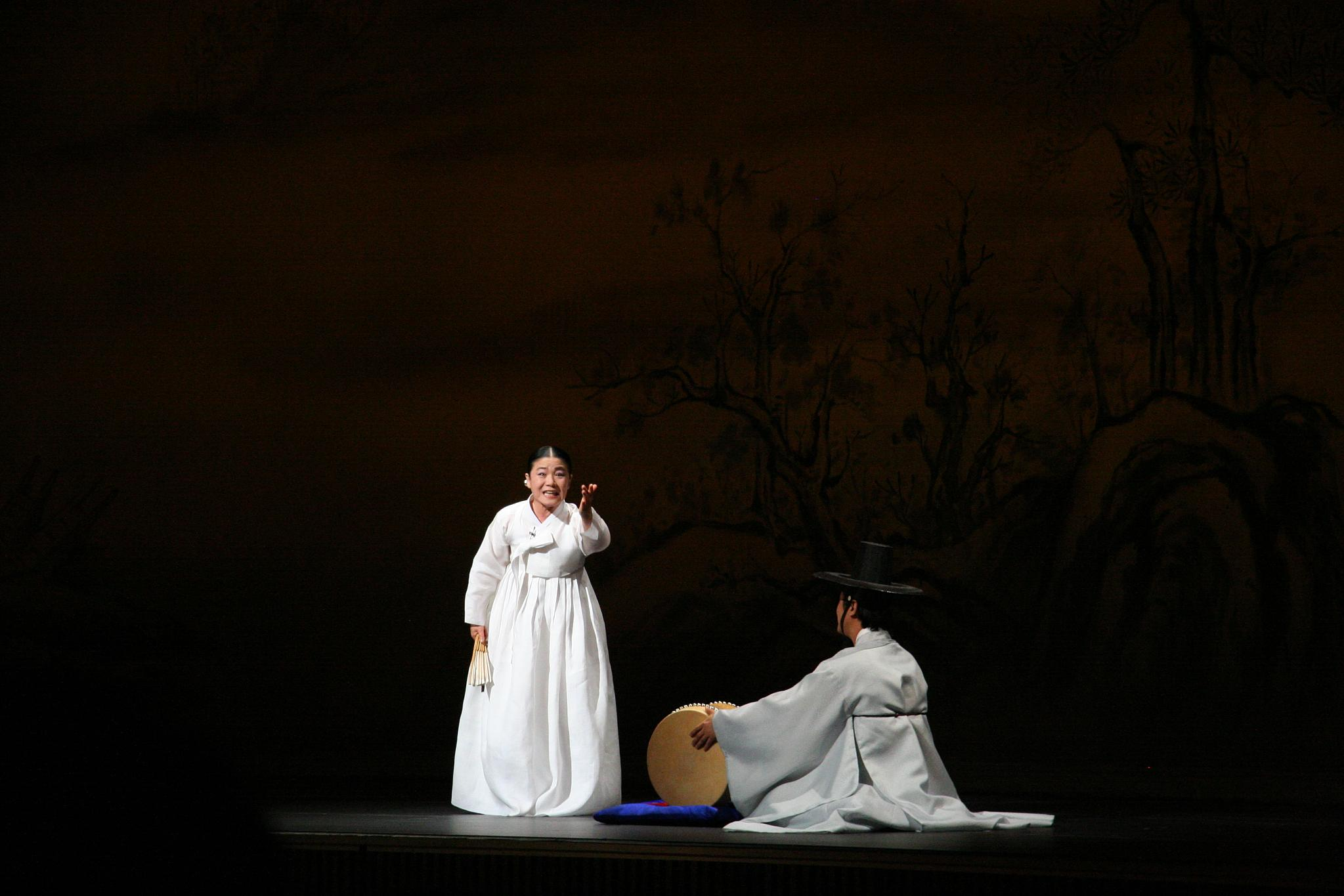
Хынбуга в исполнении Ан Суксон

### Танга
Представление начинается с вступительной песни — танга (кор. 단가?, 短歌?), обычно представляющей собой поэтическое описание пейзажа либо знаменитое стихотворение, часто с цитатами из китайской литературы. Танга не требует значительного мастерства, она почти всегда исполняется в среднем темпе.

### Тексты
История, которая раскрывается в пхансори, называется мадан (마당), все они имеют большую продолжительность (от 3 до 8 часов и даже более), что требует значительного напряжения памяти сориккуна. Партия на барабане при этом всегда включает импровизацию. До наших дней дошло только пять из двенадцати оригинальных маданов: Хынбуга, Симчхонга, Чхунхянга, Чокпёкка и Сугунга, однако мастерами было создано несколько новых произведений.
Тексты маданов написаны на диалекте провинции Чолладо. По традиции исполнитель может вносить в текст небольшие изменения, чтобы быть ближе к аудитории, при этом предполагается, что слушатели знают рассказываемую историю.
В маданах чередуются песенные фрагменты и проза. Песни более стилизованны, в них больше китаизмов и цитат из классических произведений; язык прозы ближе к разговорному. Ввиду необходимости обслуживать как высшие, так и низшие слои населения тексты пхансори имеют двойной смысл. На поверхности находятся темы, связанные с конфуцианскими добродетелями, более глубокий же смысл — сатирический, высмеивающий правящий класс.

### Исполнительское мастерство
Изучать пхансори обычно начинали с детства от родственников или соседей, известно о нескольких профессиональных династиях, начавшихся с шаманов. Обязательными для хорошего исполнителя считаются следующие качества:
- привлекательная внешность без изъянов,
- драматический талант: выразительность исполнения и безупречное владение телом,
- сильный голос[11].

Среди корейских вокальных жанров наибольшее разнообразие вокальных техник используется в пхансори. Мастер должен уметь имитировать голосом пение птиц и музыкальные инструменты, активно использовать вибрато, фальцет, грудной голос и множество других техник. Первые представления данного жанра исполняли на открытом воздухе, например, на рыночной площади или во внутреннем дворике, из-за этого от исполнителя требовалась и большая громкость голоса; кроме того, вокальные жанры юга Корейского полуострова, к которым принадлежит и пхансори, требуют очень драматизированного исполнения.
Среди мастеров пхансори называют династию школы Тонпхёндже: основателя Сон Хёллока, его сына Сон Мангапа, учениц Ким Сохи, Син Ёнхи и Ли Джуын (кор. 이주은).

## Музыка
Каждая песня имеет собственную модальность, набор мелодий и ритм, их комбинации ассоциируются с определёнными настроениями, персонажами или событиями. Печальные модальности заимствованы из народной музыки Чолладо, медленные и серьёзные — из классической корейской музыки, несколько мелодий взято из музыки восточных регионов и классических произведений.

## Школы
Существует три основные школы пхансори:
- «западная» Сопхёндже (кор. 서편제?, 西便制?), основанная Сон Хынноком в восточной части Чолладо, певческий стиль её исполнителей характеризуют как «энергичный»;
- «восточная» Тонпхёндже (кор. 동편제?, 東便制?), основанная Пак Юджоном в западной части Чолладо, знаменита сложным затейливым исполнением;
- «центральная» Чунгодже (кор. 중고제?, 中高制?), основанная Ём Кедалем и Ким Сонгоком в Кёнгидо и Чхунчхондо; она не дошла до наших дней[10][30].

Помимо этих школ отдельные музыканты создали собственные исполнительские традиции, пример — исполнительский стиль Ким Ёнсу. Внутри школ также имеются собственные различия.

## В культуре
Будням обедневшего семейства артистов пхансори посвящён фильм 1993 года «Сопхёндже», его снял режиссёр Им Квонтхэк по сценарию Ким Сучхоля. В фильме звучат фрагменты двух классических маданов — Чхунхянги и Симчхонги. В 1999 году Квонтхэк снова обратился к пхансори в фильме «Чхунхян».